# Sahar Saleem
Sahar Saleem est une professeure de radiologie à l'université du Caire où elle se spécialise en paléoradiologie, utilisation de la radiologie pour étudier les momies. Elle découvre une blessure au couteau dans la gorge de Ramsès III, qui causa probablement sa mort, et analyse différentes momies royales. 

## Jeunesse et carrière
Sahar Saleem obtient son diplôme de médecine à l'hôpital Qasr El Eyni, au Caire. Par la suite, elle obtient sa maîtrise et son doctorat en radiologie médicale de l'université du Caire. Elle déménage au Canada pour effectuer un stage postdoctoral en neuroradiologie et un autre en enseignement de la radiologie à l'université de Western Ontario. Elle retourne ensuite à l'université du Caire, où elle est professeure de radiologie,.

## Recherche
Sahar Saleem utilise l'imagerie médicale, en particulier la tomodensitométrie, pour étudier les momies. Cette technique lui permet de regarder à travers les emballages, fournissant plus de détails que les rayons X. Sahar Saleem participe à l'Egyptian Mummy Project et elle scanne plusieurs des momies royales, dont Hatchepsout, Thoutmôsis III et Séthi Ier, du musée égyptien du Caire,,. Ces momies sont décrites dans son ouvrage Scanning the Pharaohs: CT Imaging of the New Kingdom Royal Mummies, qu'elle a co-écrit avec Zahi Hawass . En 2017, il reçoit le prix PROSE de vulgarisation scientifique. 
En utilisant des tomodensitogrammes sur la momie de Toutânkhamon, Saleem et Hawass estiment son âge de momification à dix-neuf ans. Ils émettent aussi l'hypothèse que la cause du décès n'était pas un traumatisme crânien, comme on le pensait auparavant, mais une fracture du genou ainsi que le paludisme.
Ils scannent aussi Ramsès III, un pharaon dont on pense qu'il subit un complot du harem. Les analyses effectuées par Sahar Saleem révèlent que la gorge de Ramsès et son orteil gauche furent coupée, fournissant des preuves qu'il avait probablement été tué dans ce complot, car les blessures indiquaient que les attaquants étaient plusieurs,.

## Publications sélectionnées
- Hawass, Z., Ismail, S., Selim, A., Saleem, SN, Fathalla, D., Wasef, S., . . . & Gostner, P. (2012). Revisiter la conspiration du harem et la mort de Ramsès III: étude anthropologique, médico-légale, radiologique et génétique. Journal médical britannique, 345, e8268.
- Saleem, SN, Said, AHM et Lee, DH (2007). Lésions de l'hypothalamus : caractéristiques diagnostiques de l'imagerie IRM. Radiographies, 27 (4), 1087–1108.
- Saleem, SN (2014). IRM fœtale : une approche de la pratique : une revue. Journal de recherche avancée, 5 (5), 507–523.